# Parlamentssouveränität
Parlamentssouveränität in einem politischen System bedeutet, dass das Parlament rechtlich souverän und damit Träger unbeschränkter staatlicher Gewalt ist. Ein Kennzeichen von parlamentarischer Souveränität ist die Abwesenheit von überpositivem Recht und gerichtlicher Normenkontrolle, denn einem souveränen Parlament können in seinen Beschlüssen (auch von der Verfassung oder sich selbst) keine Grenzen gesetzt werden. In Reinform schließt dies auch eine Gewaltenteilung aus.
Parlamentssouveränität unterscheidet sich somit von der Fürstensouveränität wie auch von der Volkssouveränität, in welchem die staatliche Gewalt nur von einem Monarchen oder dem Gesamtvolk abgeleitet ist, und stellt somit einen Mittelweg dar. 
Die Entwicklung der Parlamentssouveränität ist eng mit der Entwicklung des modernen Parlamentarismus in England verbunden. Anders als in Kontinentaleuropa, wo sich die Völker gegenüber ihren Herrschern immer mehr Rechte erkämpften, was schließlich zur Volkssouveränität führte, war es in England das britische Parlament, das sich bereits 1689 gegenüber dem König die Bill of Rights erkämpft hatte. Ebenso anders als in Kontinentaleuropa kam es in England auch nie zur Kodifikation einer geschriebenen Verfassungsurkunde, die alle staatliche Macht begrenzt; vielmehr ist das Verfassungsrecht größtenteils Common Law und nur vereinzelt statuiert.
Ob im Vereinigten Königreich heute angesichts der Verfassungsentwicklung und der völkerrechtlichen Bindungen (hier insbesondere die Europäische Menschenrechtskonvention) noch immer von Parlamentssouveränität gesprochen werden kann, wird immer wieder angezweifelt; das Vereinigte Königreich wird aber auch weiterhin überwiegend als politisches System mit Parlamentssouveränität angesehen.
Zum historischen Entstehungskontext vergleiche auch die so genannte Glorious Revolution im England des 17. Jahrhunderts.